# Новошиці (Олесницький повіт)
Новошиці (пол. Nowoszyce, нім. Neuhof) — село в Польщі, у гміні Олесниця Олесницького повіту Нижньосілезького воєводства.
Населення — 298 осіб (2011).
У 1975-1998 роках село належало до Вроцлавського воєводства.

## Демографія
Демографічна структура станом на 31 березня 2011 року:
|          | Загалом | Допрацездатний вік | Працездатний вік | Постпрацездатний вік |
| -------- | ------- | ------------------ | ---------------- | -------------------- |
| Чоловіки | 130     | 30                 | 91               | 9                    |
| Жінки    | 168     | 43                 | 97               | 28                   |
| Разом    | 298     | 73                 | 188              | 37                   |